# Mario Alberto Avilés

Bischofswappen von Mario Alberto Avilés

Mario Alberto Avilés CO (* 16. September 1969 in Mexiko-Stadt, Mexiko) ist ein mexikanischer Ordensgeistlicher und römisch-katholischer Weihbischof in Brownsville.

## Leben
Mario Alberto Avilés trat 1986 der Ordensgemeinschaft des Oratoriums in Mexiko-Stadt bei. Er empfing am 21. Juli 1998 das Sakrament der Priesterweihe. Seit 10. September 2012 war Avilés Generalprokurator der Konföderation des Oratoriums.
Am 4. Dezember 2017 ernannte ihn Papst Franziskus zum Titularbischof von Cataquas und zum Weihbischof in Brownsville. Der Bischof von Brownsville, Daniel Ernest Flores, spendete ihm am 22. Februar 2018 die Bischofsweihe; Mitkonsekratoren waren der emeritierte Bischof von Brownsville, Raymundo Joseph Peña, und der Bischof von Matamoros, Eugenio Andrés Lira Rugarcía.